# Torre del Bisbe
La torre del Bisbe, també coneguda com a torre Mora, se situa en un pla al costat del camí vell de Puerto Lumbreras, a la Regió de Múrcia (Espanya), a prop de la població de El Esparragal (Puerto Lumbreras).
És una torre avançada de sentinella que amb el suport d'altres recintes defensius com la torre de Sancho Manuel o el castell de Nogalte, controlava aquest estratègic sector del camp de Nogalte fronterer entre el Regne de Castella i el Regne Nassarita de Granada, i la via de comunicació que per allí discorria. Va ser constru¨t a la primera meitat del segle xiv. És Bé d'Interès Cultural (BIC).

## Arquitectura
És una construcció de planta pseudocuadrada, amb unes mesures de 10,31 m × 10,19 m de costat, i una altura màxima que no excedeix els 4,50 m. En origen va haver de tenir almenys dos cossos dels quals actualment se'n conserva íntegre només el primer i el començament del segon.
Els murs estan fabricats amb maçoneria amb les cantonades reforçades per carreus escairats. Per a la construcció probablement es van reutilitzar elements procedents d'altres edificacions anteriors, com sembla indicar-hi la presència de carreus amb decoració motllurada en alguna de less cares. La porta, de llinda i delimitada per carreus d'arenisca, té unes mesures d'1 m d'ample per 2,40 m de costat i es construeix descentrada en el costat est de la torre. És destacable l'existència d'un petit programa ornamental en els carreus de les cantonades inferiors i la porta, on es conserva en el seu angle superior dret part d'un arc lobulat. L'interior és voltat amb un mur que delimita dos espais.

## Història
Tradicionalment aquesta torre ha estat interpretada com una torre de vigilància del camp de Nogalte que al costat d'altres edificacions de tipus defensiu controlaven l'ampli corredor que conforma el vall del Guadalentí. Servia per a complementar els ressorts militars del castell de Llorca, bé mitjançant senyals o avisos, bé a través d'una primera avantguarda defensiva.
Part d'aquest sistema es remunta a l'època islàmica, quan els musulmans aixequen aquestes torres que depenien d'un bastió principal que era la fortalesa llorquina. Algunes se situaven en llocs d'altura de gran valor estratègic, com és el cas de La Torrecilla, la Torre dels Ametllers o la Torre de Mena, ambdues a Llorca. No obstant això, unes altres eren al pla, controlant vies de comunicació com és el cas de la Torre Mata, Caravaca de la Cruz.
Després de la incorporació del regne de Múrcia en la corona de Castella, el corredor del Guadalentí cobra major importància perquè esdevé l'avantguarda fronterera amb el regne granadí. En aquest període s'hi van produir nombroses incursions nassarites que van aprofitar el Camí ral de Vera i que va ser protegit amb edificacions de nova planta com la Torre de Sancho Manuel i del Bisbe a Llorca, i la dels Ametllers, també a Puerto Lumbreras.
Al llarg dels últims anys s'han fet tasques de neteja i documentació a la Torre del Bisbe. S'hi van constatar en totes les cares tres buits que travessen íntegrament els murs perimetrals, probablement canalitzacions, que apuntarien la possibilitat que aquesta edificació estigués relacionada amb el control de les aigües del camp de Lorca.